# Пупков, Константин Александрович
Константи́н Алекса́ндрович Пупко́в (10 сентября 1930, Москва — 29 сентября 2020) — советский и российский учёный, доктор технических наук, профессор Департамента механики и мехатроники Инженерной академии РУДН. Окончил Московское Высшее Техническое Училище им. Н. Э. Баумана в 1954. C 1967 по 1983 заведовал кафедрой кибернетики в Московском институте электронного машиностроения. С 1993 по 2016 работал заведующим кафедрой технической кибернетики (позднее — кибернетики и мехатроники) в РУДН. Заслуженный деятель науки и техники РСФСР (1980).

## Научная деятельность

#### Монографии и учебные пособия
- Пупков К.А., Воронов Е.М., Коньков В.Г. и др. Методы классической и современной теории автоматического управления. — М.: МГТУ им. Н.Э. Баумана, 2004. — 252 с.
- Пупков К.А., Егупов Н.Д. Методы робастного, нейро-нечеткого и адаптивного управления. — М.: МГТУ им. Н.Э. Баумана, 2001. — 744 с.
- Пупков К.А., Егупов Н.Д. Методы анализа и оптимизации нестационарных систем автоматического управления. — М.: МГТУ им. Н.Э. Баумана, 1999. — 684 с.
- Пупков К.А., Егупов Н.Д. Статистические методы анализа, синтеза и идентификации нелинейных систем автоматического управления. — М.: МГТУ им. Н.Э. Баумана, 1998. — 562 с.
- Основы кибернетики. Теория кибернетических систем / Под ред. профессора К.А. Пупкова. — М.: Высш. школа, 1976. — 408 с. — (Учеб. пособие для вузов). — 25 000 экз.
- Галушкин А.И., Дегтярёв Ю.И., Калинин Б.Н., и др. Основы кибернетики. Математические основы кибернетики / Под ред. профессора К.А. Пупкова. — М.: Высшая школа, 1974. — 413 с.

- Использование биологических прототипов при построении кинематических схем современных шагающих роботов / Пупков К.А., Кулаков Б.Б., Ковальчук А.К. / Вестник Российского университета дружбы народов. Серия: Инженерные исследования. 2009. № 4. С. 44-54.
- Синтез системы управления - задача тысячелетия / Дивеев А.И., Пупков К.А., Софронова Е.А. / Вестник Российского университета дружбы народов. Серия: Инженерные исследования. 2011. № 2. С. 113-125.
- Комплексирование технологий управления в интеллектуальных системах высокой точности и надежности / Пупков К.А., Гаврилов А.И., Шахназаров Г.А. / Вестник Российского университета дружбы народов. Серия: Инженерные исследования. 2011. № 4. С. 60-67.